# چاه حاجی محمد (زاهدان)
چاه حاجی محمد یا عباس‌آباد روستایی در دهستان چشمه زیارت بخش مرکزی شهرستان زاهدان استان سیستان و بلوچستان ایران است.

## جمعیت
بر پایه سرشماری عمومی نفوس و مسکن در سال ۱۳۹۵ جمعیت این روستا ۵۴ نفر (۱۳خانوار) بوده‌است.